# Puya wrightii
Puya wrightii är en gräsväxtart som beskrevs av Lyman Bradford Smith. Puya wrightii ingår i släktet Puya och familjen Bromeliaceae. Inga underarter finns listade i Catalogue of Life.